# Кропивня (річка)
Кропивня — річка в Україні, у Звягельському районі Житомирської області, права притока Корчика, (басейн Прип'яті).

## Опис
Довжина річки 14 км., похил річки — 1,7 м/км. Площа басейну 65,8 км².